# Leonhard Reichelt
Ottomar Leonhard Reichelt (* 3. Dezember 1885 in Chemnitz) war ein deutscher Jurist, Amtshauptmann und Landrat.

## Leben und Wirken
Der Sohn des Geheimen Baurats Ottomar Reichelt studierte an der Universität München und promovierte 1910 an der Universität Leipzig zum Dr. jur. mit der Arbeit Das beschränkte Wechselakzept nach geltendem Reichsrechte. Nach dem Referendariat am Königlichen Amtsgericht Dresden legte am 23. Dezember 1915 die juristische große Staatsprüfung ab. Danach war er u. a. in der Amtshauptmannschaft Freiberg im öffentlichen Dienst tätig.
Am 1. April 1930 wurde er als Amtshauptmann in der Amtshauptmannschaft Stollberg im sächsischen Erzgebirge eingesetzt. Mit Wirkung zum 1. Mai 1933 wurde Horst Laube dort sein Nachfolger. Reichelt wechselte in gleicher Funktion an die Amtshauptmannschaft Meißen, wo er mit Wirkung vom 1. Januar 1939 die Amtsbezeichnung Landrat im Landkreis Meißen erhielt. Er blieb bis zum Ende des Zweiten Weltkrieges im Amt.